# Jeanne d’Arc (Schiff, 1868)
Die Jeanne d’Arc war eine französische Panzerkorvette der Alma-Klasse. Während des Deutsch-Französischen Krieges operierte sie im Rahmen des Ostseegeschwaders. 1875 war sie an einem folgenschweren Seeunfall beteiligt. Benannt war das Schiff nach der französischen Nationalheiligen Johanna von Orléans.

## Geschichte

### Deutsch-Französischer Krieg
Die Alma-Klasse war von dem Schiffbauingenieur Henri Dupuy de Lôme entworfen worden.

Norddeutscher Bund 1866–1871

Nach dem Ausbruch des Deutsch-Französischen Krieges verließ die Jeanne d’Arc am 24. Juli 1870 als Teil des so genannten Ostseegeschwaders („Escadre de la mer Baltic“) unter Vizeadmiral Louis Edouard Bouet-Willaumez Cherbourg und war an der Seeblockade der norddeutschen Ostseehäfen beteiligt. Ob sie am 17. August 1870 am Seegefecht vor Hiddensee teilnahm, ist nicht gesichert, jedoch wahrscheinlich, da sie anschließend den norddeutschen Aviso Grille und mehrere Dampfkanonenboote vor Hiddensee überwachte, um einen erneuten Vorstoß der Norddeutschen Flotte in die Ostsee zu verhindern. Die Überwachung wurde bis zum Abzug des Ostseegeschwaders fortgesetzt und endete mit dessen Abzug aus der Ostsee im September des Jahres.

### Seeunfall mit derForfait1875
Soweit bekannt, wurde die Jeanne d’Arc im weiteren Verlauf des Krieges nicht eingesetzt. Am 21. Juli 1875 nahm sie im Tyrrhenischen Meer östlich von Korsika an einem Flottenmanöver teil. Dabei kreuzte die 1860 in Dienst gestellte, ungepanzerte Dampfkorvette Forfait versehentlich ihren Kurs und wurde vom Rammsporn der Jeanne d’Arc getroffen. Während die Jeanne d’Arc keine Schäden davontrug, sank die Forfait innerhalb von 14 Minuten. Die 160 Mann starke Besatzung war vorher in die Boote gegangen. Der Kommandant wurde von dem sinkenden Wrack gerettet, so dass es keinerlei Personalverluste gab.
Am 28. August 1883 wurde die Panzerkorvette außer Dienst gestellt. Das Endschicksal ist unbekannt.

## Schwesterschiffe
- Alma
- Armide
- Atalante
- Montcalm
- Reine Blanche
- Thétis